# Garrya flavescens
Garrya flavescens är en garryaväxtart som beskrevs av Sereno Watson. Garrya flavescens ingår i släktet Garrya och familjen garryaväxter. Inga underarter finns listade.

## Bildgalleri

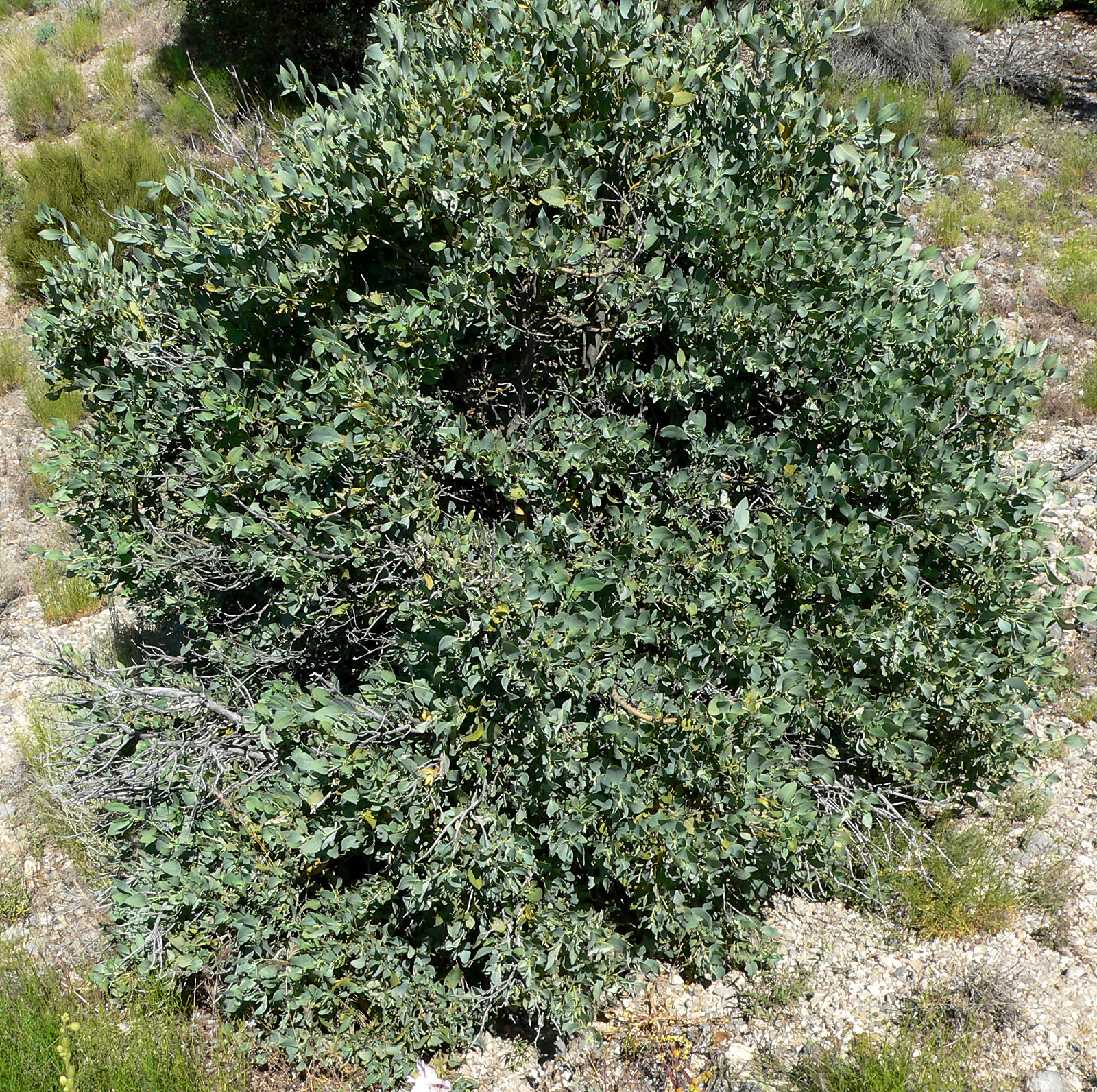
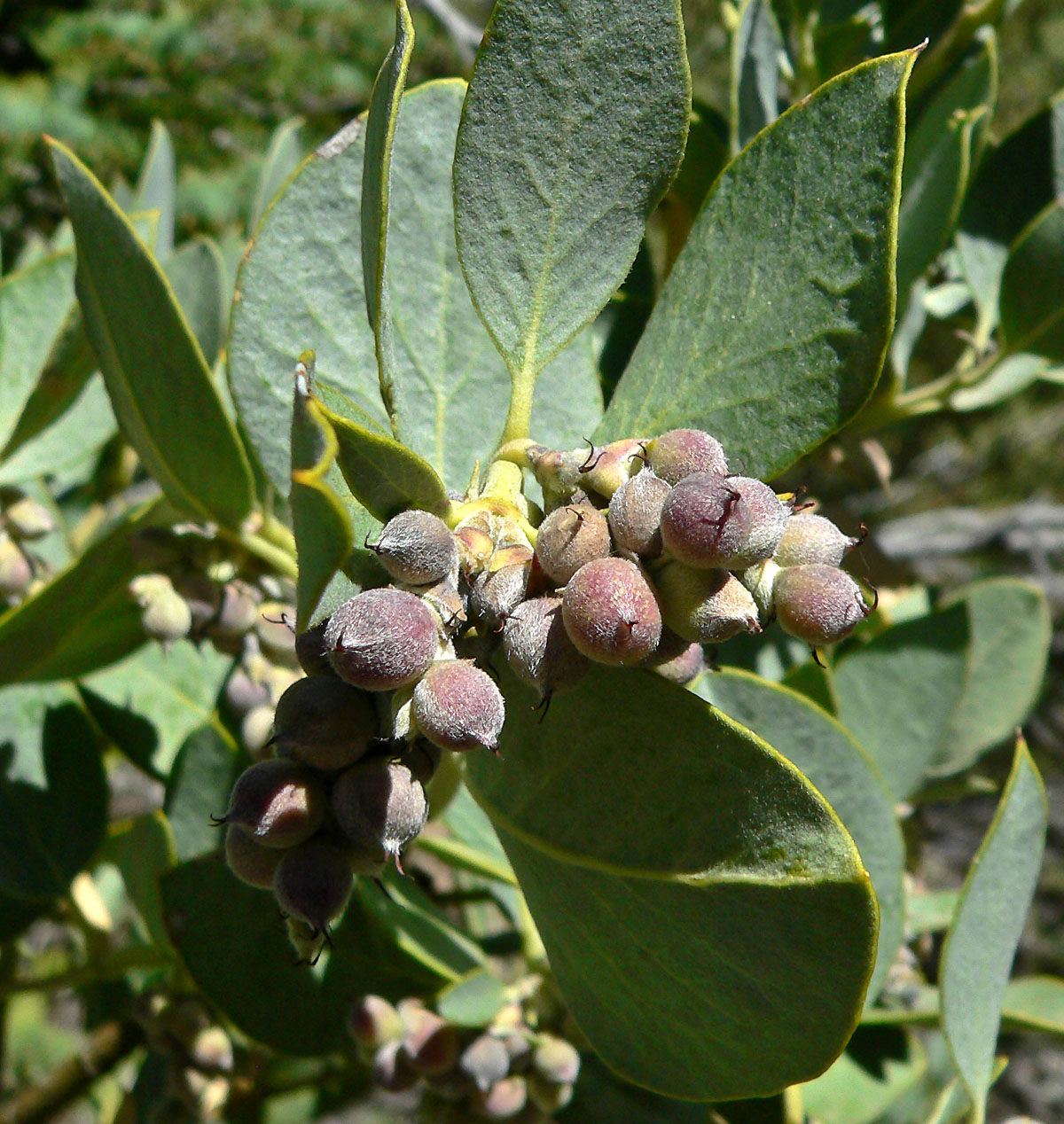
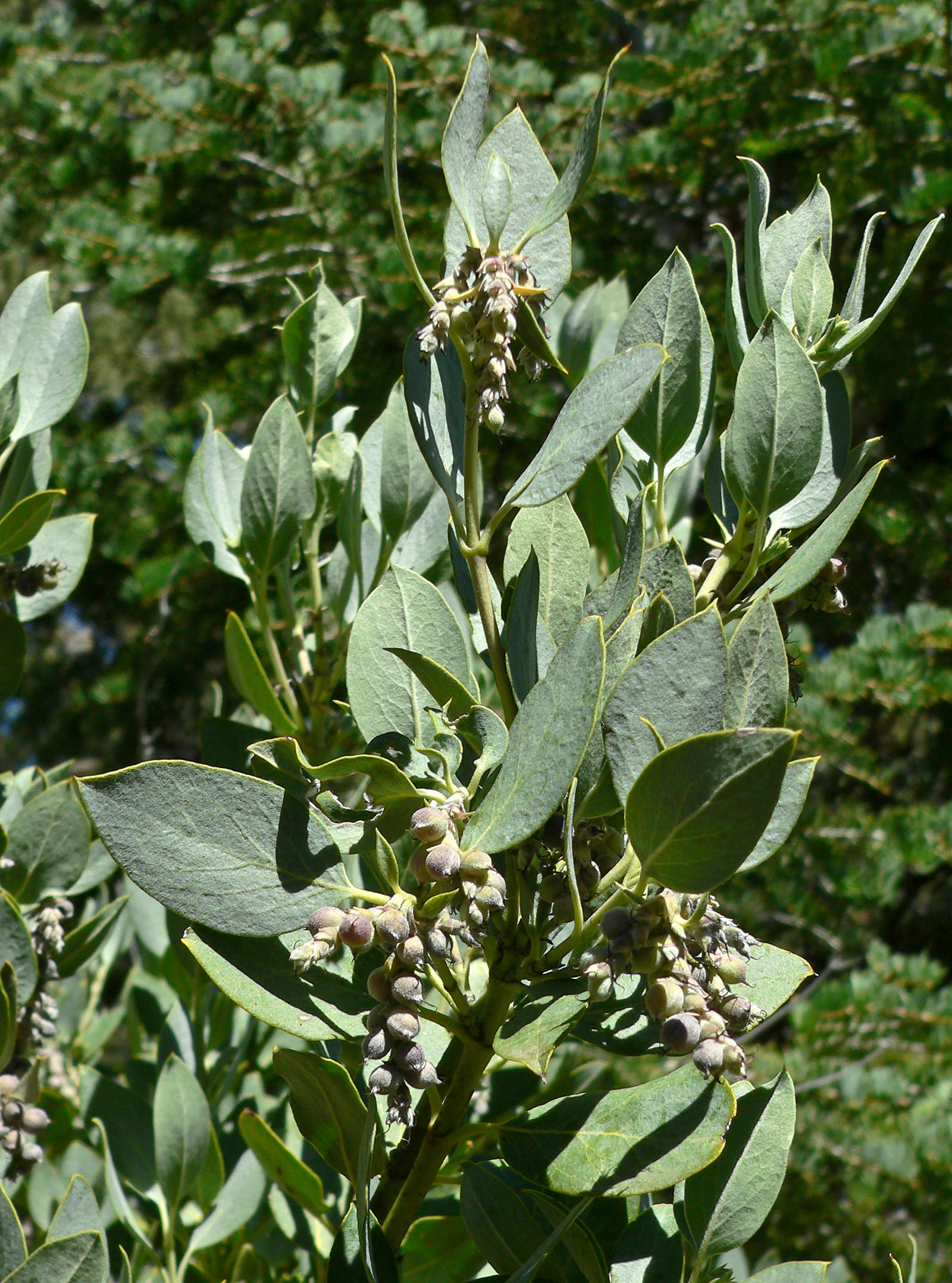
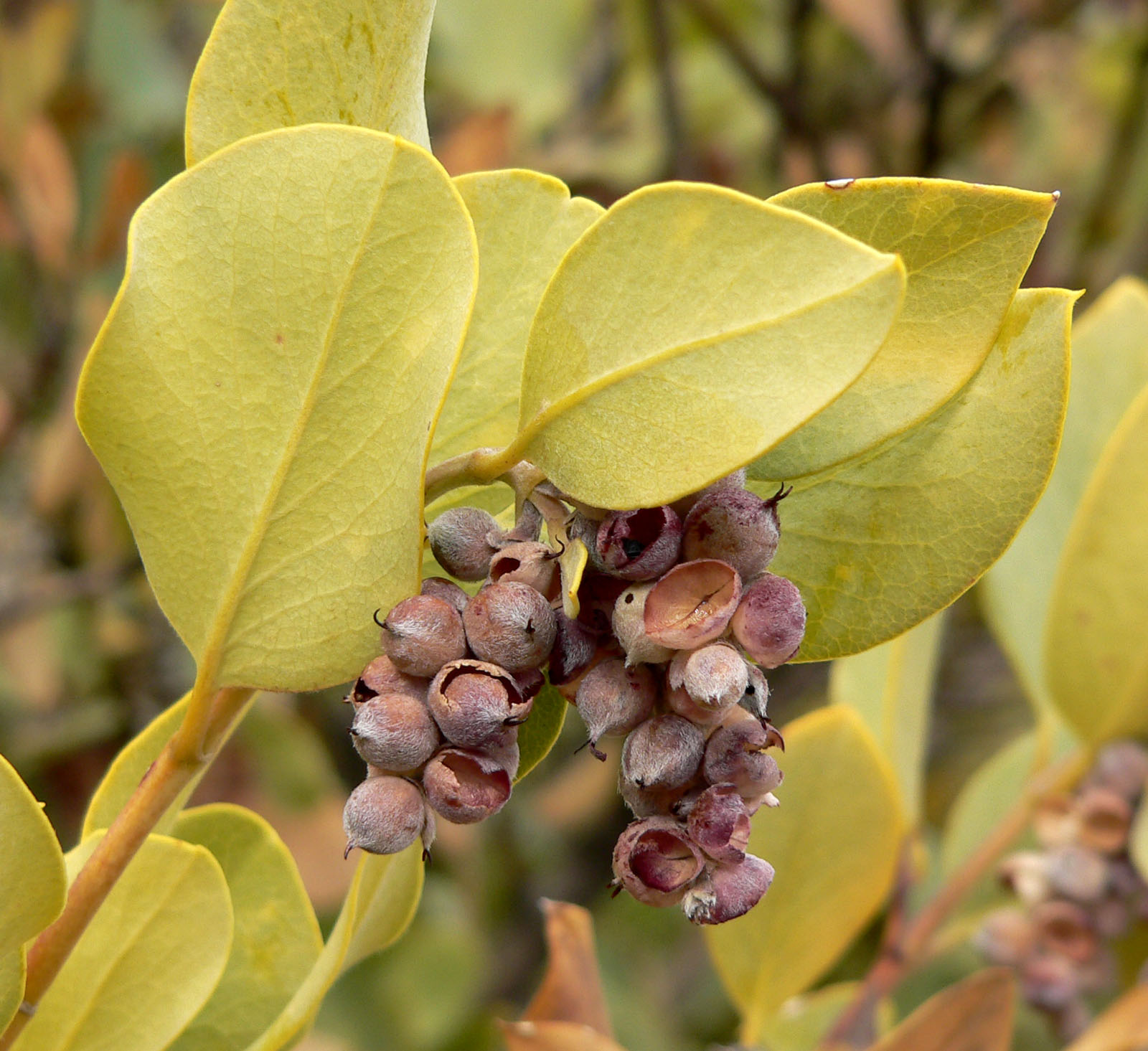